# NGTS-1b
NGTS-1b是一個已確認的熱木星型太陽系外行星，母恆星是質量與半徑都大約為太陽一半的紅矮星NGTS-1，軌道週期2.65日。NGTS-1行星系距離地球約600光年，在天球上位於天鸽座 。

## 發現
NGTS-1b是由次世代凌星巡天所發現。發現該行星的論文第一作者，华威大学的丹尼爾·貝利斯（Daniel Bayliss）對這項發現表示：「NGTS-1b的發現對我們而言完全是一個驚喜–這樣巨大的行星先前被認為不會在如此小的恆星旁發現–重要的是，我們現在的挑戰是要了解這樣的行星在銀河系中到底有多普遍，而次世代凌星巡天有能力做到這一點。」

## 行星狀態

### 質量、半徑與表面溫度
NGTS-1b是屬於氣態巨行星中的熱木星，質量大約為0.812 MJ，半徑為1.33 RJ。

### 母恆星
NGTS-1b的母恆星是光譜型M0.5的紅矮星，質量為0.617 M☉，半徑為0.573 R☉。

### 軌道
NGTS-1b的軌道半徑約450萬公里，軌道周期約2.6473日。

## 外部連結
- The Next Generation Transit Survey Becomes Operational at Paranal（页面存档备份，存于）, ESO archive, The Messenger 165 – September 2016